# Herz-Jesu-Kirche (Wien-Margareten)

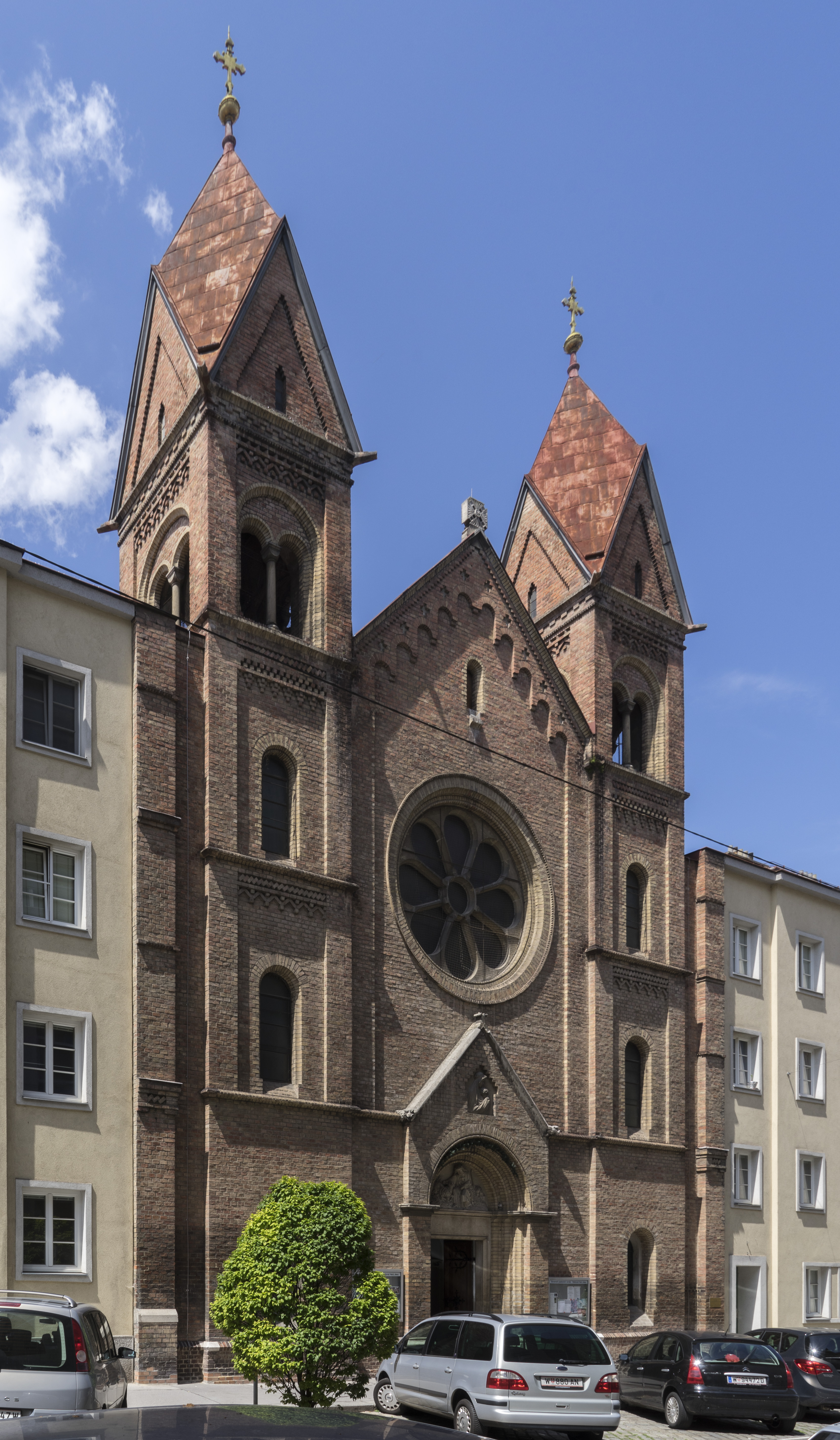
Herz-Jesu-Kirche in der Straßenflucht

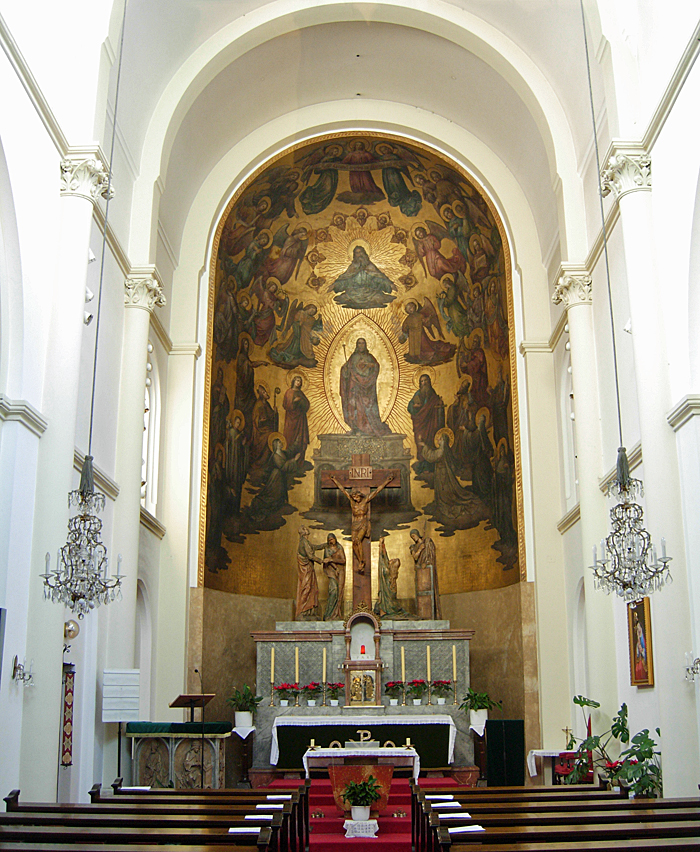
Innenansicht

Die Herz-Jesu-Kirche (ⓘ) steht in der Einsiedlergasse im 5. Wiener Gemeindebezirk Margareten in Wien. Die römisch-katholische Rektoratskirche gehört zum Stadtdekanat 4/5 im Vikariat Wien Stadt der Erzdiözese Wien. Die Kirche steht unter Denkmalschutz.

## Geschichte
Die Kirche wurde als erster neoromanischer Bau als Backsteinkirche mit Doppelturmfassade in der Straßenflucht der Einsiedlergasse auf Nr. 9 von 1875 bis 1879 nach den Plänen des Architekten Josef Schmalzhofer als Klosterkirche der Schwestern vom Guten Hirten erbaut. Im Jahre 1939 wurde die Kirche zur Pfarrkirche erhoben. 1949 erfolgte der Anbau einer Sakristei. Mit 1972 wurde die Pfarrkirche in eine Kategorialkirche umgewandelt und dient nun der slowenischen Gemeinde.

## Architektur
Die Doppelturmfassade hat eine Giebelfront mit einem großen Rundfenster und einem romanisierenden Fries und ein mehrfach abgestuftes Rundbogenportal. Die zwei Türme haben Biforen und Rhombendächer. Das Tympanonrelief zeigt den Guten Hirten und das darüber liegende Relief die Madonna mit Kind. Das Kircheninnere ist ein einschiffiger Saalraum mit querschiffartig angesetzten Kapellen, einer leicht eingezogenen Aspis und einer Orgelempore. Das überhöhte Mitteljoch auf Kapitellen und Gesimsen und die Seitenkapellen sind kreuzgratgewölbt, sonst mit Tonnengewölbe auf Gurten.
In der Apsis ist eine Wandmalerei auf Goldgrund Christus als Herz Jesu unter Gott Vater mit Ordensheiligen, Aposteln und Propheten umgeben von Engelschören vom Maler Josef Kastner der Ältere.

## Ausstattung
Der Hochaltar aus der Bauzeit zeigt eine plastische Kreuzigung mit den Hll. Maria, Johannes, Maria Magdalena und Longinus vom Bildhauer Franz Schütz aus 1946. Ein Seitenaltar trägt ein Bild hl. Richard vom Maler B. Böttger aus 1936.
Die Orgel der Herz-Jesu-Kirche ist ein elf Register auf zwei Manualen und Pedal umfassendes Instrument, das ursprünglich von Johann M. Kauffmann 1884 errichtet und 1895 umgebaut wurde. Einen weiteren Umbau nahm 1941 die Firma Molzer vor.

## Pfarrhof
An der Fassade des Pfarrhofes auf Nr. 9–11 ist eine Steinkruzifix von Bildhauer Carl Wollek aus 1936.